# Potam
Potam är en ort i Mexiko.   Den ligger i kommunen Guaymas och delstaten Sonora, i den nordvästra delen av landet, 1 500 km nordväst om huvudstaden Mexico City. Potam ligger 10 meter över havet och antalet invånare är 5 859.
Terrängen runt Potam är mycket platt. Runt Potam är det glesbefolkat, med 12 invånare per kvadratkilometer. Närmaste större samhälle är Vicam, 12,2 km öster om Potam. Omgivningarna runt Potam är i huvudsak ett öppet busklandskap.